# Alcolapia alcalica
Alcolapia alcalica là một loài cá thuộc họ Cichlidae. Loài này có ở Kenya và Tanzania. Môi trường sống tự nhiên của chúng là hồ nước ngọt. Danh pháp đồng nghĩa phổ biến của nó là Oreochromis alcalicus.

## Hình ảnh

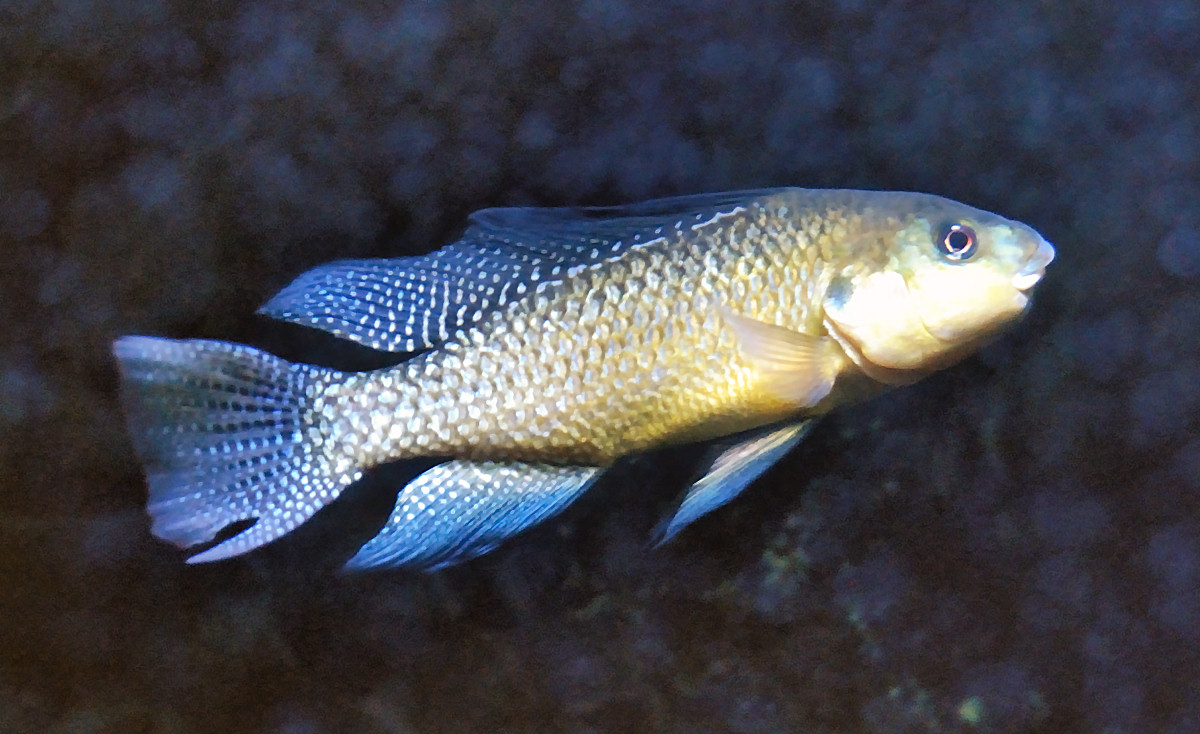